# Bang Bang
«Bang Bang» — пісня американського панк-рок гурту Green Day. Була випущена 11 серпня 2016 як перший сингл їх 12-го альбому «Revolution Radio», що вийшов через чотири роки після трилогії «¡Uno!», «¡Dos!» і «¡Tré!» 2012-го року. Пісня була написана як реакція на збільшення кількості збройних злочинів в США. «Bang Bang» — перший сингл гурту, записаний після того, як Джейсон Уайт покинув її.
Кліп на пісню був випущений 13 вересня. У ньому три людини, одягнених в маски, здійснюють пограбування банку, після чого їдуть на вечірку, на якій грають учасники гурту.
Сингл був позитивно прийнятий, і зайняв перші позиції чартів Hot Mainstream Rock Tracks, Dance Songs та інших.

## Запис та відгуки
Біллі Джо Армстронг почав записувати матеріал у своїй студії «Otis» в Окленді в 2014. Перша записана пісня — «Bang Bang» — була описана ним як найбільш агресивний сингл, який вони коли-небудь випускали. Ліричний герой пісні - стрілок-терорист. Біллі Джо сказав, що пісня про масові вбивства в Америці, змішаних з нарциссическими ЗМІ.
Критиками пісня описувалася як подібна до пісень раніх днів Green Day — часів 39/Smooth, Kerplunk!, Dookie, а також їхнього альбому «21st Century Breakdown». «Bang Bang» — це «суміш звучання Green Day з 90-х і їх текстів з 2000-х». Пісню описують як таку, що відображаєбиває розгубленість у сьогоднішньому світі, спроби знайти себе в хаосі. Біллі Джо також зазначив, що подібні теми часті в творчості групи.

## Випуск
«Bang Bang» випустили 11 серпня 2016 року на сервісах скачування музики як головний сингл їх майбутнього альбому «Revolution Radio». На наступний день група також випустила відео з текстом пісні, яке набрало більше двох мільйонів переглядів за п'ять днів. 28 серпня група оголосила, що сингл вийде на CD і буде доступний тільки на території США в Best Buy, а на стороні B буде live-версія пісні "Letterbomb".

## Кліп
Кліп на пісню вийшов 13 вересня 2016 року. Режисер - фронтмен групи Rancid Тім Армстронг. У кліпі, троє злочинців грабують банк в масках із обличчями членів Green Day, що перемежовується з кадрами, як група грає на вечірці. Після пограбування злочинці сідають в машину і знімають маски - ними виявляються дві дівчини і хлопець - після чого їдуть на ту вечірку. Приїхавши, вони пробираються крізь натовп до групи і розкидають вкрадені гроші.
Блондинку, яка була в масці Майка Дирнта, грає українська актриса Іванна Сахно.

## Список композицій
Автор слів Біллі Джо Армстронг, автор музики Green Day (Армстронг, Майк Дернт, Тре Кул). 
| Цифрове завантаження | Цифрове завантаження | Цифрове завантаження |
| #                    | Назва                | Тривалість           |
| -------------------- | -------------------- | -------------------- |
| 1.                   | «Bang Bang»          | 3:27                 |

| CD   | CD                                                           | CD         |
| #    | Назва                                                        | Тривалість |
| ---- | ------------------------------------------------------------ | ---------- |
| 1.   | «Bang Bang»                                                  | 3:27       |
| 2.   | «Letterbomb» (live-версия з Чула-Віста, 2 вересня 2010 року) | 4:34       |
| 8:01 |                                                              |            |

## Позиції в чартах
Після виходу "Bang Bang" потрапила на сімнадцяту позицію в чарті Hot Mainstream Rock Tracks, посівши першу сходинку за три тижні. Пісня посіла першу сходинку швидше всіх інших синглів групи (попередній рекорд - 5 тижнів у пісні "Know Your Enemy"); також, вона ділить друге місце з піснею The Day That Never Comes групи Metallica по швидкості виходу на перше місце, поступаючись лише пісні Something from Nothing групи Foo Fighters.
| Chart (2016)                                   | Peak position |
| ---------------------------------------------- | ------------- |
| Австралія (ARIA)                               | 1             |
| Бельгія (Ultratip Flanders)                    | 3             |
| Канада (Canadian Hot 100)                      | 75            |
| Японія (Japan Hot 100)                         | 91            |
| Нова Зеландія (RIANZ)                          | 2             |
| Шотландія (Official Charts Company)            | 36            |
| Велика Британія (Official Charts Company)      | 84            |
| UK Rock (Official Charts Company)              | 1             |
| США (Alternative Songs) (Billboard)            | 1             |
| США Bubbling Under Hot 100 Singles (Billboard) | 4             |